# Kroatische Kuna

Kursentwicklung zum Euro bis zum Jahreswechsel 2022/2023, dem Zeitpunkt der Einführung des Euros in Kroatien.

Die Kuna (kroatisch für Marder) war vom 30. Mai 1994 bis zum 31. Dezember 2022 die Währung der Republik Kroatien und wurde von der Kroatischen Nationalbank ausgegeben. Eine Kuna entsprach 100 Lipa (kroatisch für Linde). Der internationale Währungscode war HRK; in Kroatien wurde meist die Abkürzung kn verwendet. Die Kuna war konvertibel und galt als stabile Währung. Zum 1. Januar 2023 wurde die kroatische Kuna durch den Euro ersetzt.
Der Name stammt von der mittelalterlichen Verwendung von Marderfellen als Pelzgeld für den Handel sowie die Zahlung von Abgaben in den kroatischen Provinzen Slawonien und dem Küstenland (heute Kvarner und Istrien). Dieses Pelzgeld wurde 1018 erstmals in der kleinen Stadt Osor auf der Insel Cres als Zahlungsmittel der Kroaten erwähnt. Mit dem Pelzgeld konnten Abgaben und Steuern gezahlt werden. Ein kleines Denkmal in Form eines Marders erinnert heute daran.
Hieraus entwickelte sich zunächst der Banovac (Plural Banovci; latinisiert Denarius Banalis) als wertbeständige kroatische Silbermünze, die von den kroatischen Vizekönigen (Banus) ab der Mitte des 13. Jahrhunderts bis zum Ende des 14. Jahrhunderts in Slawonien geprägt wurde. Als Verweis auf das Pelzgeld zeigte der Banovac als Münzbild den Marder, der sich zu einem wichtigen heraldischen Symbol der kroatischen Länder entwickelte (noch heute im Wappen Slawoniens).
Bezugnehmend auf das Münzbild und den Namen des Banovac hieß während des Zweiten Weltkriegs die Währung des Unabhängigen Staates Kroatien (1941–1945) Kuna und die Scheidemünze Banica (1 Kuna = 100 Banica).
Nach der Unabhängigkeit der Republik Kroatien und dem Beginn des Kroatienkrieges diente ab 1991 der Kroatische Dinar als Übergangswährung, bis 1994 die Kuna eingeführt wurde.

## Geschichte
Die Völker, die zugewandert waren oder auf dem Gebiet Kroatiens gelebt hatten, hinterließen ihre Spuren in vielen Segmenten des Lebens, einschließlich der Münzprägung. Nach den verfügbaren Quellen begannen die Kroaten im Gebiet Kroatiens eigene Münzen im späten 12. Jahrhundert zu prägen. Vor dieser Zeit hatten sie Nachbildungen der byzantinischen Münzen hergestellt. Das Geld der Weiß-Kroaten, eines Stammes, der im Mittelalter in Ostmitteleuropa lebte, ist vermutlich das älteste kroatische Geld. Die kroatischen Fürsten Slavnikovci prägten ihre Münzen im 10. Jahrhundert. Der Zusammenhang zwischen den Weiß-Kroaten und den südslawischen Kroaten ist allerdings bisher noch nicht restlos belegt.
1102 ging Kroatien ein Bündnis mit Ungarn ein. Im Rahmen dieser politischen Beziehungen war der ungarische Herrscher der gemeinsame König für Kroatien und Ungarn. Allerdings hatte Kroatien ein gewisses Maß an Unabhängigkeit, so dass seine Herrscher ihre eigenen Münzen prägen durften, die auf dem gesamten kroatischen Gebiet gültig waren. Ein repräsentatives Beispiel des kroatischen Geldes sind die Banovci (Einzahl Banovac), geprägt durch den kroatischen Vizekönig im Zeitraum von 1235 bis 1384. Sie wurden aus feinem Silber in den Münzstätten in Zagreb geprägt. Auf den für ihre Zusammensetzung und Qualität geschätzten Münzen befand sich die Abbildung eines Marders. Slawonien führt heute noch den Marder im Wappen (siehe Wappen Slawoniens).

Ein Banovac aus der Zeit König Stephans V., um 1270 (gelocht, möglicherweise von der Halskette einer Tracht).

In dem Zeitraum von mehr als fünf Jahrhunderten (1294–1803) wurden in der Republik Dubrovnik Münzen geprägt, die eine große Anziehungskraft unter Sammlern sowohl in Kroatien als auch im Ausland hatten. Andere kroatische Küstenstädte, zum Beispiel Zadar, Šibenik, Trogir, Split und Hvar, prägten ebenso ihre eigenen Münzen. Im frühen 14. Jahrhundert prägten die kroatischen Fürsten Pavao und Mladen Šubić ebenfalls ihre eigenen Münzen. In der ersten Hälfte des 16. Jahrhunderts prägte Nikola Zrinski der Dritte Münzen, die bei Sammlern als schönste kroatische Münzen gelten. Besonders geschätzt sind die großen Groschen und der Talir (vgl. Taler).
Das erste kroatische Papiergeld stammte aus der Stadt Pag aus dem Jahr 1778. Vor der Einführung entlohnte die Stadt Pag ihre Offiziere, Angestellten und Ärzte in Salz. Als das Papiergeld eingeführt wurde, wurde der Salz-Betrag in Lira konvertiert und eine Quittung für diesen Betrag ausgestellt.
Die Münzen und Banknoten, die während der Herrschaft des kroatischen Fürsten Josip Jelačić ausgegeben wurden, werden auch als die ursprüngliche kroatische Währung betrachtet. Josip Jelačić wurde 1848 zum Ban ernannt. Dies waren finanziell instabile Zeiten und das Kleingeld für den täglichen Zahlungsverkehr war knapp. Der Rat des Ban prägte in Zagreb seine eigenen Münzen – aus Kupfer den Križar und aus Silber den Forint. Gemeinden, Unternehmen und Handelshäuser unterstützten die Ausgabe der Papierbanknoten durch ihre eigenen Garantien.
Im Königreich der Serben, Kroaten und Slowenen (verkündet im Dezember 1918) wurde die Währung von der Nationalbank ausgegeben. Die Einheiten hießen Dinar und Para. Mit der Nationalbank des Königreiches Jugoslawien wurde eine Vereinbarung getroffen über die Unabhängigkeitsfrage der Währung (die Namen Kuna oder Banovac wurden überlegt), die in den parallelen Umlauf mit dem Jugoslawischen Dinar kommen sollten. Doch diese Pläne wurden aufgrund des Ausbruchs des Zweiten Weltkrieges nie verwirklicht.
Im Jahr 1934 gab die von der Ustascha-Bewegung im politischen Exil in Italien eine 5-Kuna-Probemünze heraus. Die Silbermünze ist eine Probeprägung mit Münzcharakter und diente der Propaganda. Möglicherweise sollte damit auch die noch nicht eingeführte Währung Kuna als Komplementärwährung etabliert werden.

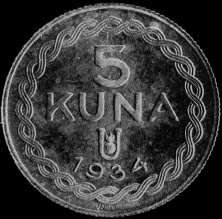
Wertseite der 5-Kuna-Probemünze aus dem Jahr 1934 mit dem Emblem der Ustascha.

Nach der Machtübernahme der Ustascha war das Zahlungsmittel im Unabhängigen Staat Kroatien von 1941 bis 1945 die Kuna, die in 100 Banica unterteilt war. Nach dem Zweiten Weltkrieg verfügte das nun sozialistische Kroatien über keine eigene Währung, da es Bestandteil Jugoslawiens war.
Am 30. Mai 1994 löste die Kuna die Übergangswährung Kroatischer Dinar ab, die am 23. Dezember 1991 nach der staatlichen Unabhängigkeit, die Kroatien gegenüber Jugoslawien erklärte, eingeführt wurde. Der Umrechnungskurs betrug 1000 Kroatische Dinar für 1 Kuna. Es dauerte aufgrund der Okkupation großer Teile Kroatiens durch serbische Truppen noch weitere vier Jahre, bis dieses Zahlungsmittel auf dem gesamten Staatsterritorium Kroatiens verwendet werden konnte. Die damals von Freischärlern eigens ausgerufene und nie international anerkannte Republik Serbische Krajina (serb. Republika Srpska Krajina) verwendete eine eigene Währung, den Dinar der Republik Serbische Krajina (serb. Dinar Republike Srpske Krajine).

## Kursentwicklung

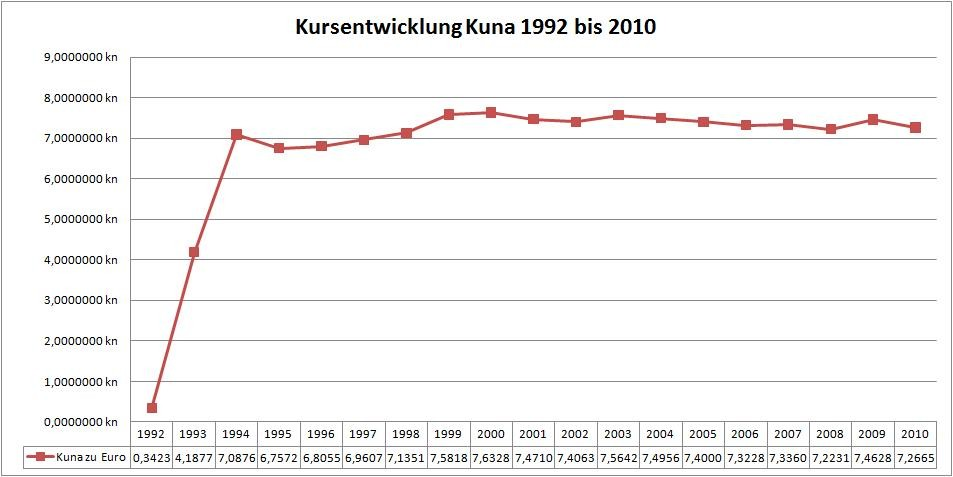
Kursentwicklung Kuna 1992–2010

Der Kurs der kroatischen Kuna wurde, im Gegensatz zu anderen Währungen, nicht durch den internationalen Finanzmarkt gebildet, sondern durch die kroatische Nationalbank festgelegt. Da die Kuna sehr stark an den Wechselkurs des Euro angelehnt war, konnte die Währung als äußerst stabil bezeichnet werden. Der Nationalbank wurde von nationalen und internationalen Währungsexperten vorgeworfen, künstlich den Kuna-Kurs hoch zu halten und somit der wirtschaftspolitischen Entwicklung Kroatiens zu schaden. Es wurde jedoch erreicht, dass die Inflationsrate, im Gegensatz zu früheren Jahren, niedrig gehalten werden konnte.
Die Kuna war seit 1993 überall wechselbar (internationale Konvertibilität). Die äußere Stabilität der Währung wurde dadurch begünstigt, dass die kroatischen Bürger und Unternehmen es gewohnt waren, ihr Geld in ausländischer Währung zu halten, und somit erhebliche Devisenreserven bestanden.

## Euro-Einführung
Seit Beginn der Vorbereitungen Kroatiens auf die Mitgliedschaft in der Europäischen Union fanden Abwicklungen wichtiger Geschäfte, zum Beispiel Kreditverträge, häufig auf Euro-Basis statt. Bezahlt und abgerechnet wurde jedoch aufgrund der gesetzlichen Vorschriften immer in Kuna. Maßgebend war dabei der jeweils gültige Tageskurs. Notenbankchef Boris Vujčić hielt Ende 2014 eine Einführung des Euro wegen Widerständen in der Bevölkerung vor dem Jahr 2019 für unmöglich.
Am 10. Juli 2020 wurde Kroatien in den Wechselkursmechanismus II aufgenommen.
Mit Nationalratsbeschluss vom 11. November 2020 sollte Kroatien zum 1. Januar 2023 der Eurozone beitreten und den Euro einführen. Die dafür vorgesehene Einführung einer neuen Ein-Euro-Münze Kroatiens fand Anfang 2022 mediale Aufmerksamkeit. Wie schon bei der Kuna wurde dafür die Abbildung eines Marders vorgesehen. Ein Designer aus Rijeka gewann den dafür ausgeschriebenen Gestaltungswettbewerb. Es stellte sich jedoch heraus, dass statt eines einheimischen offenbar ein schottischer Marder als Vorlage gedient hatte, 2005 aufgenommen vom britischen Tierfotografen Ian Leach.
Am 1. Juni 2022 gab die Europäische Kommission Kroatien die Zustimmung für die Einführung des Euro zum 1. Januar 2023. Am 12. Juli 2022 hat der Rat der Europäischen Union den Umrechnungskurs 1 EUR = 7,53450 HRK festgelegt. Seit dem 5. September 2022 müssen alle Preise sowohl in Euro als auch in Kuna angegeben sein. Die doppelte Währungsangabe endete mit dem 31. Dezember 2023.  Kroatien ist das 20. Mitglied der Eurozone. Bis Ende 2023 konnte die alte Währung noch bei Geschäftsbanken umgetauscht werden. Seit dem 1. Januar 2024 ist der Umtausch nur noch bei der Kroatischen Nationalbank möglich. Banknoten werden unbefristet und kostenfrei umgetauscht, die Münzen jedoch nur noch bis zum 31. Dezember 2025.

## Münzen und Banknoten

### Republik Kroatien (1994 bis 2022)

#### Münzen
Seit 1994 gab es Münzen zu 1, 2, 5, 10, 20 und 50 Lipa sowie 1, 2 und 5 Kuna. Sie wurden in zwei Varianten herausgegeben: einmal mit dem Namen der abgebildeten Pflanze beziehungsweise des Tieres in kroatischer Sprache in ungeraden Jahren und eine zweite Variante mit dem lateinischen Namen in geraden Jahren. Die beiden Münzen mit dem geringsten Wert, 1 Lipa und 2 Lipa, befanden sich für gewöhnlich nicht im regulären Umlauf.
Alle Münzen bestehen aus verschiedenen Metallen und Legierungen, unterscheiden sich im Gewicht, im Durchmesser und der Dicke der Platinen (Rohlinge), wobei der Rand der Münzen bei Lipa-Münzen glatt und bei Kuna-Münzen geschliffen ist. Auf der Rückseite aller Stückelungen von Lipa- und Kuna-Münzen ist die halbrunde Legende Republika Hrvatska in der oberen Hälfte zu sehen und in der Mitte befindet sich das Staatswappen.
| Wert                  | Abbildung | Design auf der Rückseite | Design auf der Rückseite | Design auf der Rückseite |
| Wert                  | Abbildung | Kroatisch                | Latein                   | Deutsche Übersetzung     |
| --------------------- | --------- | ------------------------ | ------------------------ | ------------------------ |
| 1 Lipa jedna lipa     |           | kukuruz                  | Zea mays                 | Mais                     |
| 2 Lipa dvije lipa     |           | vinova loza              | Vitis vinifera           | Weinrebe                 |
| 5 Lipa pet lipa       | 5 Lipa    | hrast lužnjak            | Quercus robur            | Stieleiche (Zweig)       |
| 10 Lipa deset lipa    | 10 Lipa   | duhan                    | Nicotiana tabacum        | Virginischer Tabak       |
| 20 Lipa dvadeset lipa | 20 Lipa   | maslina                  | Olea europaea            | Olivenbaum (Zweig)       |
| 50 Lipa pedeset lipa  | 50 Lipa   | velebitska degenija      | Degenia velebitica       | Velebit-Degenia          |
| 1 Kuna jedna kuna     | 1 Kuna    | slavuj                   | Luscinia megarhynchos    | Nachtigall               |
| 2 Kuna dvije kuna     | 2 Kuna    | tunj                     | Thunnus thynnus          | Roter Thun               |
| 5 Kuna pet kuna       | 5 Kuna    | mrki medvjed             | Ursus arctos             | Braunbär                 |

##### 25 Kuna
| Material: Kern 92 % Kupfer, 6 % Aluminium und 2 % Nickel - Ring aus einer silberglänzenden Legierung 75 % Kupfer und 25 % Nickel Münzdurchmesser: 32 mm – Gewicht: 12,75 g - Rand: Ein regelmäßiges Zwölfeck |           |           |                                                                          |              |         |
| Nr. | Abbildung | Abbildung | Thema                                                                    | Ausgabedatum | Auflage |
| Nr. | Bildseite | Rückseite | Thema                                                                    | Ausgabedatum | Auflage |
| 1 |           |           | Hrvatsko podunavlje                                                      | 28.05.1997   | 300.000 |
| 2 |           |           | Prvi kongres hrvatskih esperantista                                      | 24.06.1997   | 300.000 |
| 3 |           |           | Primanje Republike Hrvatske u OUN                                        | 27.10.1997   | 300.000 |
| 4 |           |           | EXPO - Lisabon, 1998.                                                    | 26.06.1998   | 300.000 |
| 5 |           |           | EURO                                                                     | 29.12.1999   | 300.000 |
| 6 |           |           | Jubiläum 2000.                                                           | 27.11.2000   | 300.000 |
| 7 |           |           | 10. obljetnica međunarodnog priznanja Republike Hrvatske                 | 04.08.2005   | 200.000 |
| 8 |           |           | Republika Hrvatska kandidat za članstvo u Europskoj uniji, 18. VI. 2004. | 04.08.2005   | 30.000  |
| 9 |           |           | Godišnja skupština Europske banke za obnovu i razvoj, Zagreb 2010.       | 12.05.2010   | 20.000  |
| 10 |           |           | Ugovor o pristupanju Republike Hrvatske Europskoj uniji, 9. XII. 2011.   | 03.12.2012   | 20.000  |
| 11 |           |           | Republika Hrvatska članica Europske Unije, 1. VII. 2013.                 | 01.07.2013   | 20.000  |
| 12 |           |           | 25. obljetnica neovisnosti Republike Hrvatske                            | 07.10.2016   | 50.000  |
| 13 |           |           | 25. obljetnica primanja Republike Hrvatske u Ujedinjene narode           | 22.05.2017   | 20.000  |
| 14 |           |           | 25. obljetnica uvođenja kune kao novčane jedinice Republike Hrvatske     | 30.05.2019   | 30.000  |
| 15 |           |           | 350. obljetnica osnivanja Sveučilišta u Zagrebu                          | 04.11.2019   | 20.000  |
| 16 |           |           | Predsjedanje Republike Hrvatske Vijećem Europske unije 2020.             | 15.01.2020   | 30.000  |
| 17 |           |           | 75. obljetnica osnivanja Hrvatske zajednice tehničke kulture             | 23.06.2021   | 50.000  |
| 18 |           |           | Međunarodni dan djeteta, 20. studenoga 2021.                             | 19.11.2021   | 50.000  |
| 19 |           |           | Pelješki most, 2022.                                                     | 26.06.2022   | 30.000  |

#### Banknoten
Vor der Euro-Einführung im Jahr 2023 gab es Banknoten zu 10, 20, 50, 100, 200, 500 und 1000 Kuna; bis 2008 existierte auch eine 5-Kuna-Banknote, die aber aus dem Zahlungsverkehr genommen wurde, weil der Druck der Banknoten sich nicht mehr rentierte. Sie können aber weiterhin in Filialen der Kroatischen Nationalbank umgetauscht werden.
| Bild | Wert                        | Design der Vorderseite                 | Design der Rückseite                                         |
| ---- | --------------------------- | -------------------------------------- | ------------------------------------------------------------ |
|      | 0005 Kuna (2008 eingezogen) | Petar Zrinski und Fran Krsto Frankopan | Schloss Varaždin                                             |
|      | 0010 Kuna                   | Juraj Dobrila                          | Amphitheater von Pula und Motovun                            |
|      | 0020 Kuna                   | Josip Jelačić                          | Schloss der Grafen von Eltz in Vukovar                       |
|      | 0050 Kuna                   | Ivan Gundulić                          | Draufsicht auf die Burgmauern und die Altstadt von Dubrovnik |
|      | 0100 Kuna                   | Ivan Mažuranić                         | Kirche des Hl. Veit (Sv. Vid) in Rijeka                      |
|      | 0200 Kuna                   | Stjepan Radić                          | ehemaliges Befehlsgebäude Osijek                             |
|      | 0500 Kuna                   | Marko Marulić                          | Diokletianspalast, Split                                     |
|      | 1000 Kuna                   | Ante Starčević                         | Reiterstandbild König Tomislav, Kathedrale von Zagreb        |

Die kroatischen Banknoten wurden in Deutschland und Österreich von den Firmen Giesecke & Devrient bzw. Oesterreichischen Banknoten- und Sicherheitsdruck GmbH (OeBS) hergestellt. Sie ähneln in ihrem Layout den DM-Scheinen der letzten Serie. Mit diesen teilen sie sich auch die Stückelung und die Tatsache, dass die Banknote mit dem Nennwert 5 nur in geringer Auflage gedruckt wurde.
Die Banknoten wurden auf mehrfarbigem Papier aus 100 % Baumwollfasern gedruckt. Es ist sehr widerstandsfähig gegen Feuchtigkeit, nicht fluoreszierend sowie resistent gegen Bakterien und Pilze. Im Papier der Banknoten sind unsichtbare fluoreszierende Fäden enthalten, die unter ultraviolettem Licht blau, gelb und violett leuchten.
Jede Stückelung der Kuna-Banknoten hat ein charakteristisch positioniertes Wasserzeichen, das farblos ist, eingebaut. Dieses Wasserzeichen ist identisch mit dem Porträt auf der Vorderseite der Banknote.
Ein Metallsicherheitsstreifen, der in das Papier integriert ist, kann in einer bestimmten Anzahl von kleinen Fenstern auf der Oberfläche der Vorderseite der Banknote gesehen werden.
Unter ultraviolettem Licht wird die Fluoreszenz auf dem Metallsicherheitsstreifen sichtbar.
Der numerische Wert der Banknote ist im Negativ auf dem Metallsicherheitsstreifen in einer ununterbrochenen Serie gedruckt. So kann man abwechselnd das Porträt oder den zentralen Teil der Banknote erkennen. Neben dem numerischen Wert sind die Buchstaben HRK gedruckt, der ISO-Code der Währungseinheit.
Alle Kuna-Banknoten wurden auf beiden Seiten mit gleichzeitiger Lithographie gedruckt und auf der Vorderseite mit Stichtiefdruck, welcher eine schillernde Wirkung hat.
Auf der Vorder- und Rückseite aller Stückelungen fluoreszieren zwei Farben unter ultraviolettem Licht.
Alle Kuna-Banknoten sind im zentralen Teil auf der Vorderseite mit einem Quadrat mit dem Wappen der Republik Kroatien bedruckt. Neben der rechten Ecke ist in 16 Zeilen die Nationalhymne, Lijepa naša (Unser schönes Land), von Antun Mihanović, in Mikrostichtiefdruck abgebildet. Ein Quadrat wird als Negativ auf jede Banknote gedruckt. Dieses Quadrat ist noch in ein kleineres gegliedert, an jeder Seite entlang ist der Nennwert der Banknote in Ziffern und der Name der Währung gedruckt. Innerhalb des kleineren Quadrats sind dreieckige Elemente dargestellt. Indem man die Banknote in das Licht hält, werden entsprechende Elemente auf der Rückseite so ergänzt, dass als Notiz der Buchstabe H zu sehen ist. An dieser Stelle ist das Papier etwas dünner und daher transparenter.
Auf der rechten Seite des Porträts ist ein Rechteck gedruckt, das entlang des bunten Randes der Banknote platziert ist. Innerhalb des Rechtecks wird, wenn man den Blickwinkel ändert, die verdeckte Legende Kuna im Tiefdruck sichtbar. Um die verborgene Legende sichtbar zu machen, ist es notwendig, die Banknote flach und in Augenhöhe gegen das Licht zu halten. Wenn die Notiz leicht verschoben wird, wird die Legende sichtbar.
Die Seriennummer ist zweimal auf jede Banknote gedruckt, in der oberen linken Ecke und in der unteren rechten Ecke der Vorderseite. Sie ist in schwarzer Farbe gedruckt und enthält Buchstaben zur Benennung der Serie vor und nach den sieben Ziffern. Die Nummerierung leuchtet grün unter ultraviolettem Licht. In der linken unteren Ecke, auf der weißen Oberfläche der Banknote, wird ein Zeichen, in dem ein bestimmter Mikrotext ist, für Blinde gedruckt (nicht bei der 5-Kuna-Banknote). Auf der Rückseite der Banknote, in der oberen rechten Ecke, sind zwei Zeilen Text gedruckt: das Datum der Ausgabe der Banknote und eine faksimile Unterschrift des Gouverneurs der HNB.

### Unabhängiger Staat Kroatien (1941–1945)
Die Kuna-Münzen des Unabhängigen Staates Kroatien wurden geprägt, aber nie in Umlauf gebracht.
Die Banknoten waren in allgemeiner Verwendung.
| Wert             | Abbildung     |
| ---------------- | ------------- |
| 50 Banica (1942) |               |
| 1 Kuna           |               |
| 2 Kuna           |               |
| 10 Kuna          |               |
| 20 Kuna          |               |
| 50 Kuna          |               |
| 100 Kuna         | 100 Kuna 1941 |
| 500 Kuna         |               |
| 1000 Kuna (1941) |               |
| 1000 Kuna (1943) |               |
| 5000 Kuna (1943) |               |
| 5000 Kuna (1943) |               |